# Nez Perce Creek (Firehole River)
Der Nez Perce Creek ist ein etwa 24 km langer, rechter Nebenfluss des Firehole River im Nordwesten des US-Bundesstaates Wyoming. Er fließt auf seiner gesamten Länge durch den Yellowstone-Nationalpark. Benannt wurde er nach dem Volk der Nez Percé.

## Verlauf
Der Nez Perce Creek entsteht in einem namenlosen See auf dem zentralen Hochplateau des Yellowstone-Nationalparks im nördlichsten Teton County auf einer Höhe von etwa 2560 m. Er fließt nach Norden ins Park County und wendet sich südwestlich des Mary Mountain nach Westen, wo er erneut das Teton County erreicht. In stark mäandrierendem Verlauf fließt der Nez Perce Creek über mehrere offene Hochebenen nach Westen und erhält mit Cowan Creek, Spruce Creek und Magpie Creek seine größten Zuflüsse. Weiter westlich durchfließt der Fluss das Culex Basin sowie die Porcupine Hills und unterquert die Grand Loop Road (U.S. Highway 89). Kurz vor seiner Mündung wendet sich der Nez Perce Creek nach Norden und mündet nach etwa 24 km im nördlichen Teil des Unteren Geysir-Beckens auf einer Höhe von 2183 m in den hier nach Norden fließenden Firehole River. Der Mary Mountain Nez Perce Trail folgt einem Großteil des Flussverlaufs.

## Hydrologie
Der Nez Perce Creek ist als Nebenfluss des Firehole River Teil des Einzugsgebietes des Madison River, der über Missouri und Mississippi in den Golf von Mexiko entwässert. Das Einzugsgebiet des Nez Perce Creek hat eine Fläche von 249 km² und grenzt an die Einzugsgebiete von Gibbon River im Nordwesten und Norden, Alum Creek im Osten, Yellowstone River im Südosten, De Lacy Creek im Süden sowie Tangled Creek im Südwesten. Der Nez Perce Creek ist der größte Zufluss des Firehole River.

## Galerie

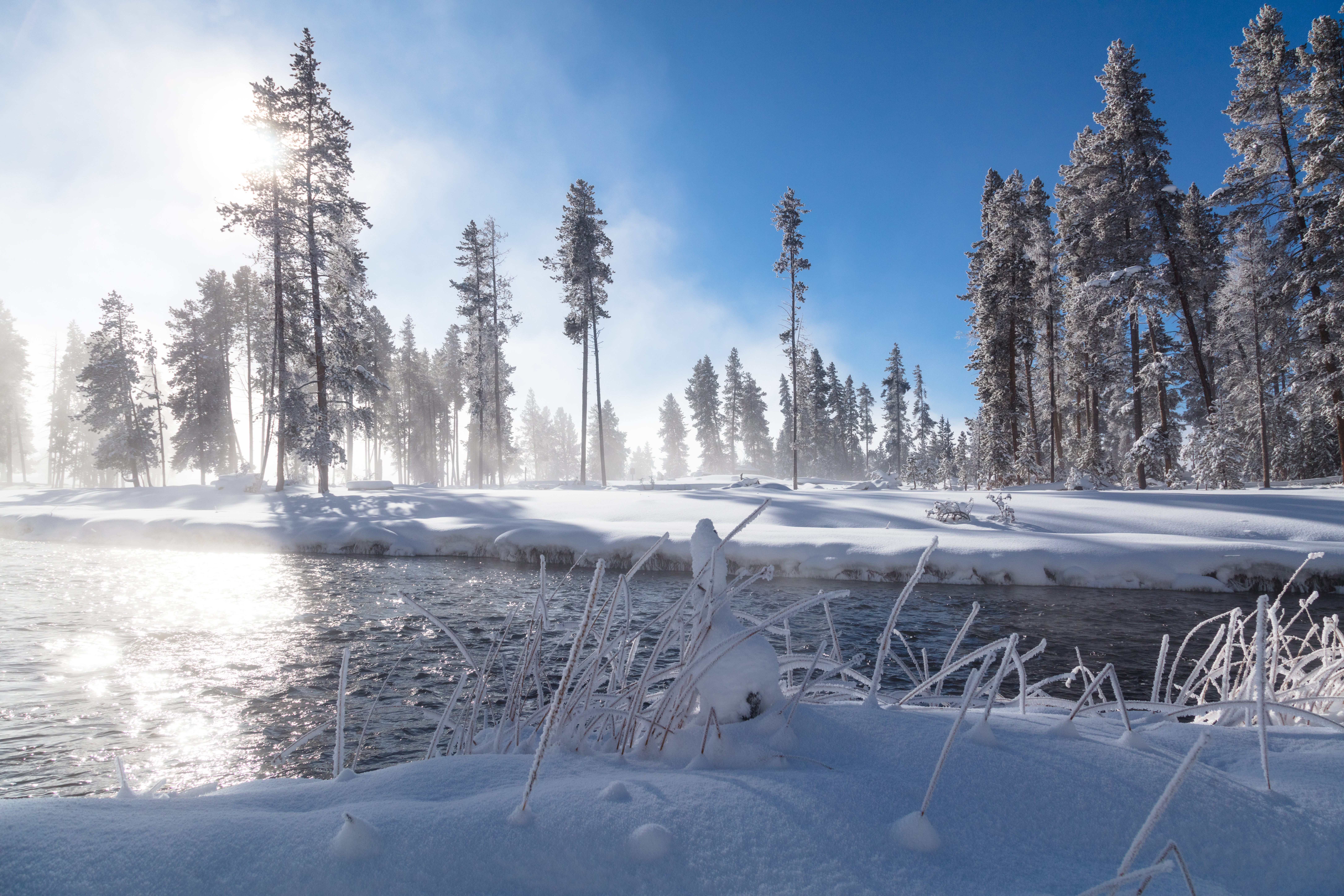
Nez Perce Creek im Winter
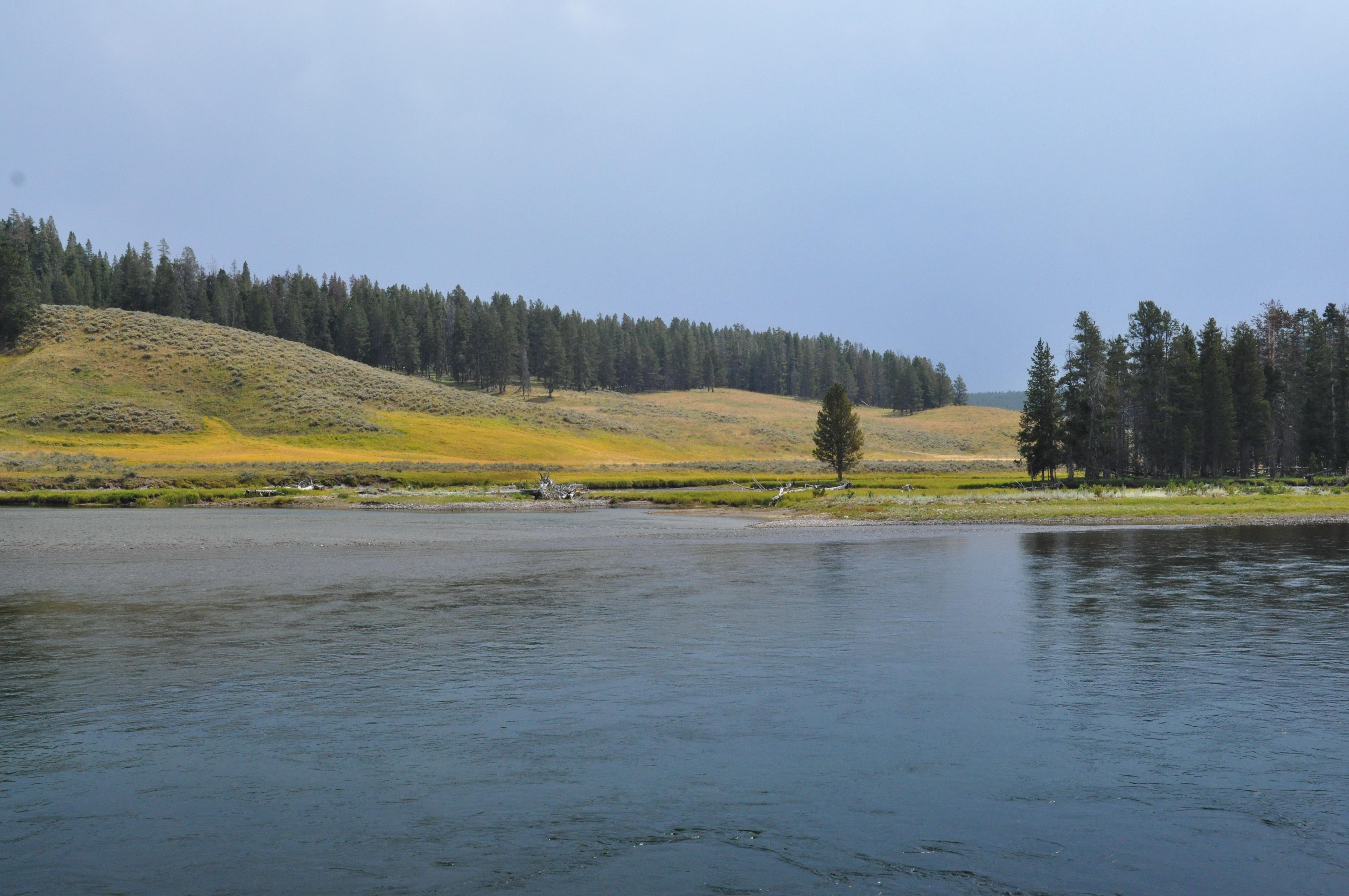
Unterlauf des Nez Perce Creek
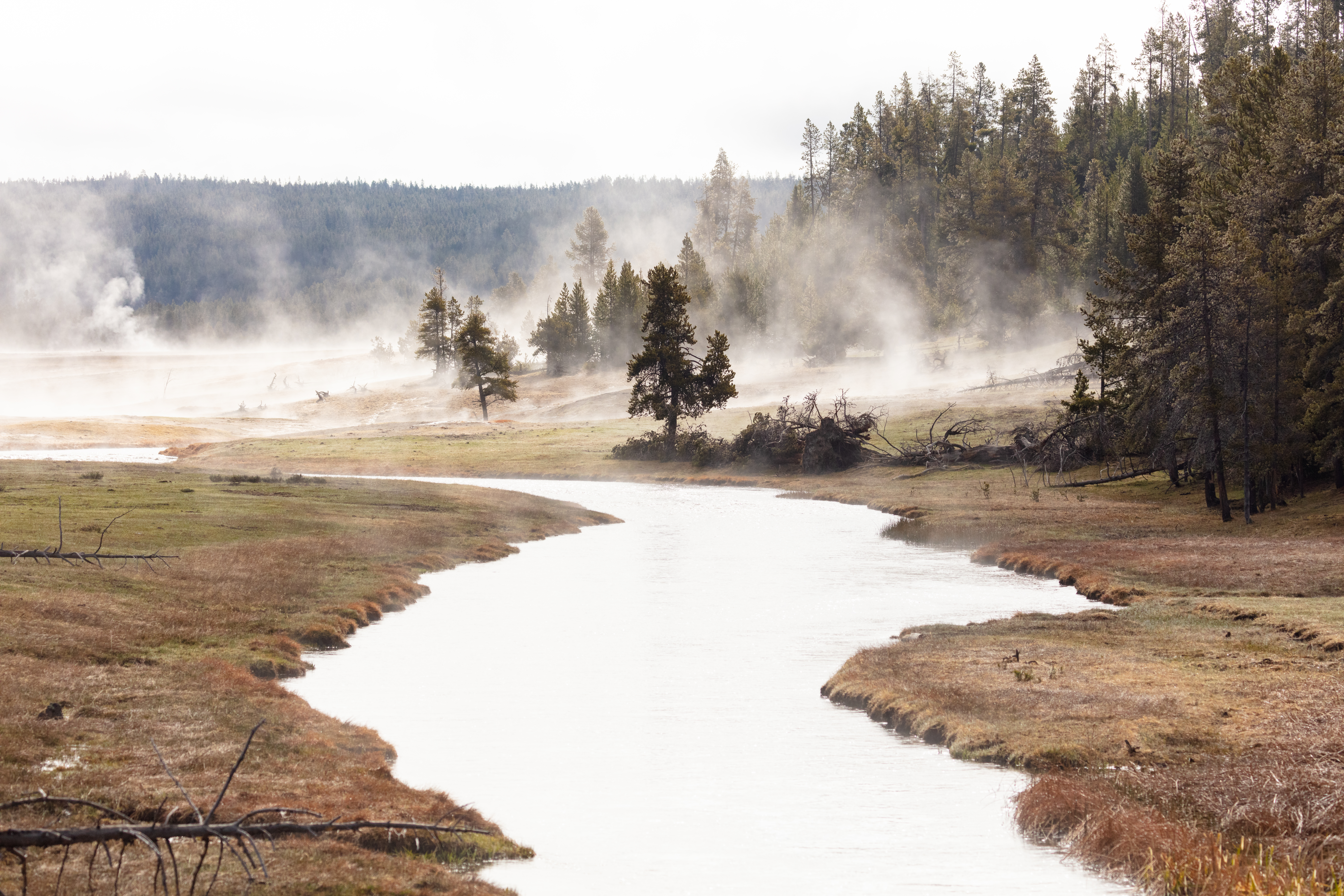
Nez Perce Creek
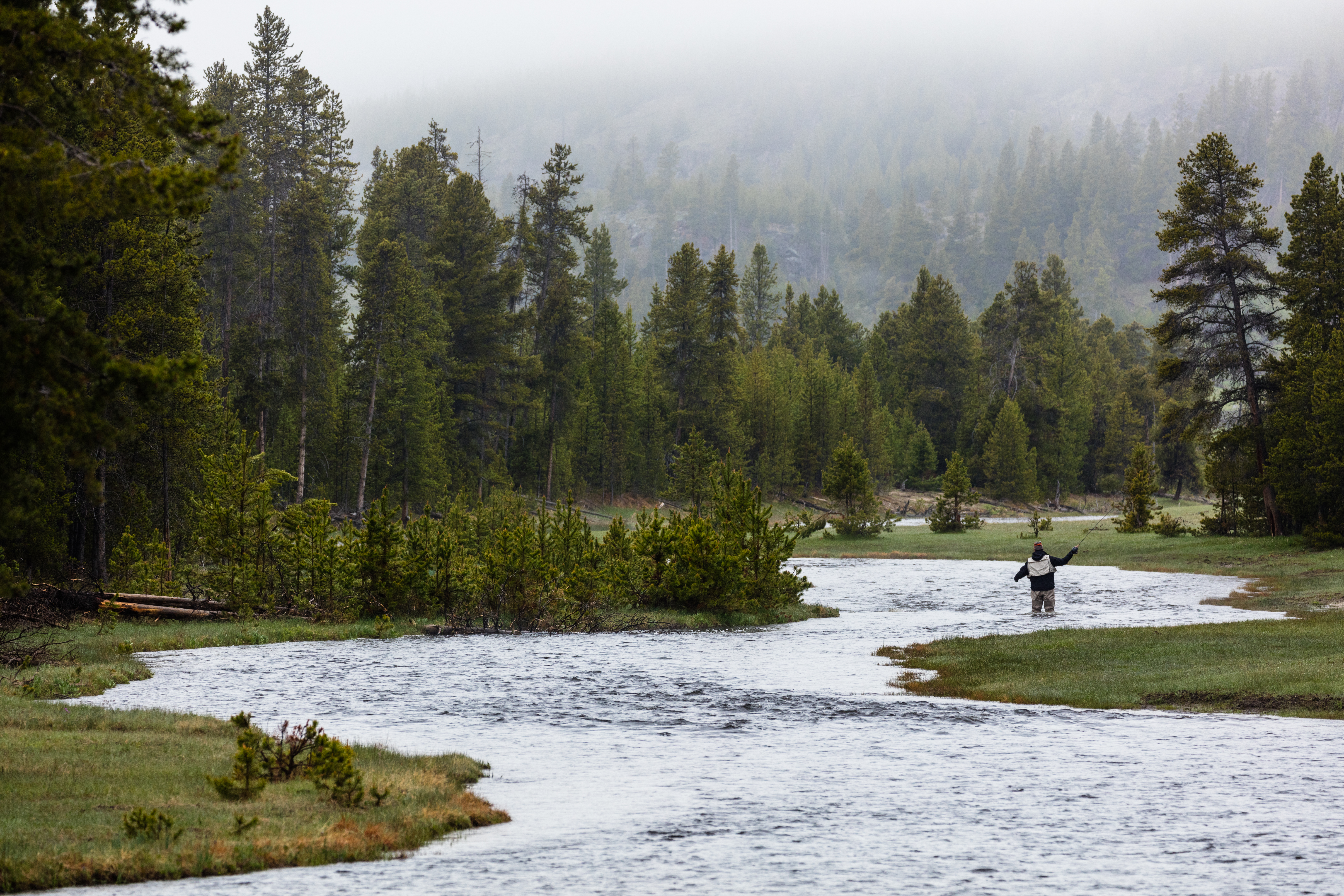
Fliegenfischer am Nez Perce Creek
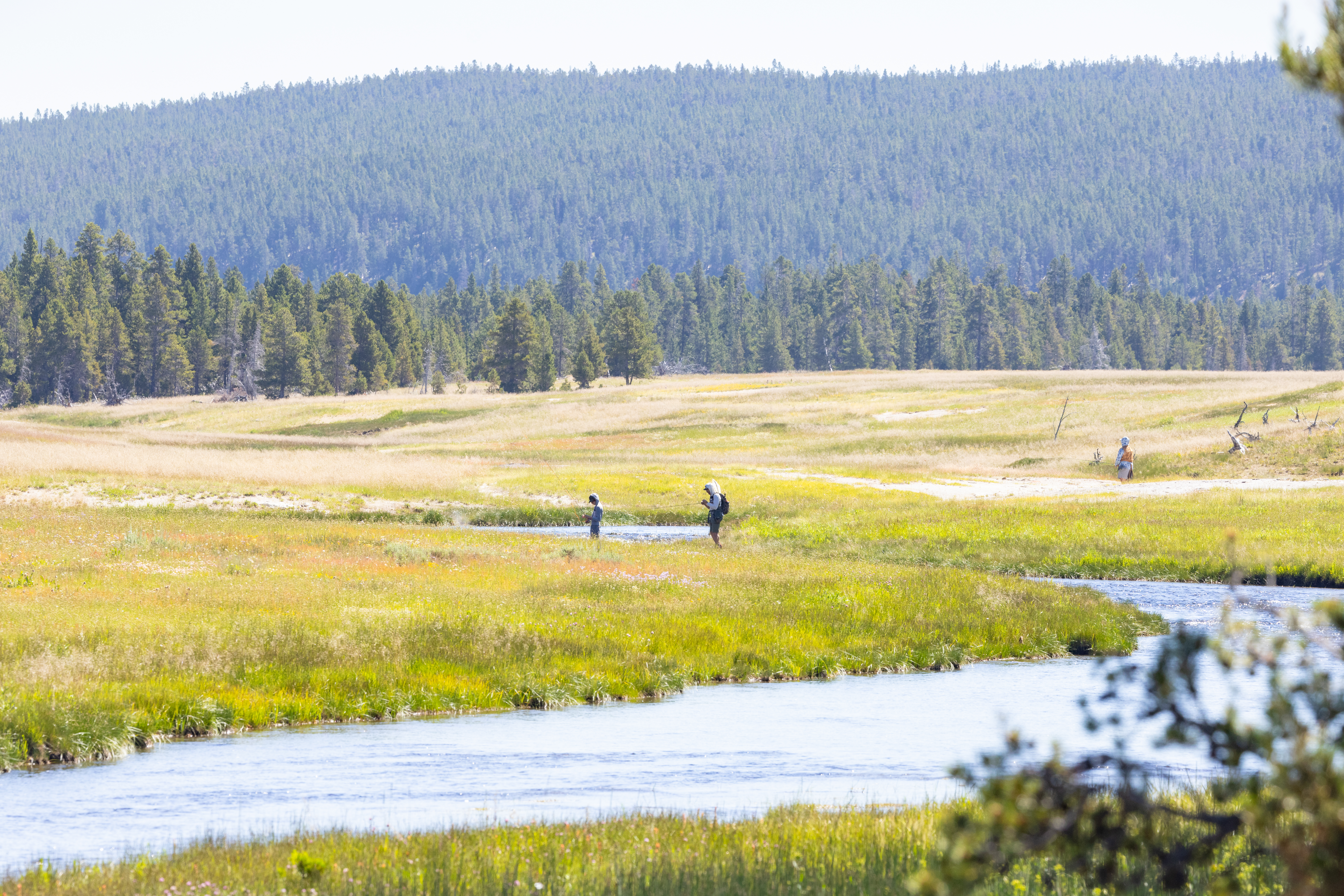
Nez Perce Creek

## Belege
1. ↑  Nez Perce Creek (Firehole River). In: Geographic Names Information System. United States Geological Survey, United States Department of the Interior (englisch).